# キズナ・ロード
KIZUNA ROAD（キズナ・ロード）は、新日本プロレスが主催するプロレス興行。また、同興行を扱うPPVの名称である。

## 概要
- 新日本プロレスが開催するビッグマッチのひとつ。毎年7月より開催される。
- 興行名は新日本の親会社ブシロードが由来となっており、2012年より改題された[1]。
- 「KIZUNA ROAD」は、北海道・東北地方を中心に周るシリーズで、東日本大震災が発生した今、「心に絆を大事に」という意味合いがある[2]。

## 試合結果

### 2012年
| 第1試合 20分1本勝負 |                                             |                                                    |
| ○キャプテン・ニュージャパン タマ・トンガ BUSHI マキシモ | 07分48秒 カリビアン・デス・クリップ →体固め | YOSHI-HASHI 外道● 邪道 石井智宏                    |
| 第2試合 30分1本勝負 |                                             |                                                    |
| ○KUSHIDA | 07分10秒 変形後方回転足折り固め             | ロウ・キー●                                        |
| 第3試合 60分1本勝負 ■ IWGPジュニアタッグ選手権試合 |                                             |                                                    |
| 獣神サンダー・ライガー ●タイガーマスク (第32代王者組) | 13分44秒 コントラクトキラー →片エビ固め     | ロッキー・ロメロ○ アレックス・コズロフ (挑戦者組)  |
| ※挑戦者組が第33代王者組となる |                                             |                                                    |
| 第4試合 時間無制限 ■ スペシャルイリミネーションマッチ |                                             |                                                    |
| 真壁刀義 永田裕志 プリンス・デヴィット ●田口隆祐 | 16分46秒 ブラックアウト →片エビ固め         | 鈴木みのる ランス・アーチャー○ TAKAみちのく タイチ |
| 【退場順】 1. ○真壁(9分23秒 オーバー・ザ・トップロープ)タイチ● 2. ○真壁(9分39秒 キングコングニードロップ→体固め)TAKA● 3. ●真壁(10分41秒 オーバー・ザ・トップロープ)ランス○ 4. ●永田(14分15秒 両者オーバー・ザ・トップロープ)鈴木● 5. ●デヴィット(15分41秒 オーバー・ザ・トップロープ)ランス○ |                                             |                                                    |
| 第5試合 時間無制限1本勝負 ■ IWGPタッグ王座決定戦 |                                             |                                                    |
| 天山広吉 ○小島聡 | 13分43秒 ラリアット →片エビ固め             | 矢野通 飯塚高史●                                   |
| ※天山&小島組が第60代王者組となる |                                             |                                                    |
| 第6試合 30分1本勝負 ■ スペシャルタッグマッチ |                                             |                                                    |
| ○内藤哲也 カール・アンダーソン | 15分30秒 スターダストプレス →片エビ固め     | オカダ・カズチカ 高橋裕二郎●                       |
| 第7試合 60分1本勝負 ■ ダブルメインイベントI IWGPインターコンチネンタル選手権試合 |                                             |                                                    |
| ●後藤洋央紀 (第3代王者) | 16分50秒 ボマイェ →片エビ固め               | 中邑真輔○ (挑戦者)                                 |
| ※挑戦者が第4代王者となる |                                             |                                                    |
| 第8試合 60分1本勝負 ■ ダブルメインイベントII IWGPヘビー級選手権試合 |                                             |                                                    |
| ○棚橋弘至 (第58代王者) | 26分15秒 ハイフライフロー →片エビ固め       | 田中将斗● (挑戦者)                                 |
| ※王者が2度目の防衛に成功 |                                             |                                                    |

### 2013年
| 第0試合 20分1本勝負                                                  |                                               |                                                                  |
| ○中西学 本間朋晃 タイガーマスク KUSHIDA                              | 08分53秒 上からドン！ →エビ固め               | 高橋裕二郎 YOSHI-HASHI 外道 邪道●                                |
| 第1試合 60分1本勝負 ■ IWGPジュニアタッグ選手権試合                   |                                               |                                                                  |
| ロッキー・ロメロ ○アレックス・コズロフ (第35代王者組)                | 17分27秒 コントラクトキラー →片エビ固め       | TAKAみちのく タイチ● (挑戦者組)                                  |
| ※王者組が2度目の防衛に成功                                           |                                               |                                                                  |
| 第2試合 30分1本勝負 ■ スペシャルシングルマッチ                       |                                               |                                                                  |
| ●石井智宏                                                            | 11分51秒 ゴッチ式パイルドライバー →片エビ固め | 鈴木みのる○                                                      |
| 第3試合 30分1本勝負 ■ IWGPタッグ選手権試合                           |                                               |                                                                  |
| ○天山広吉 小島聡 (第62代王者組)                                      | 10分19秒 ムーンサルトプレス →片エビ固め       | 矢野通 飯塚高史● (挑戦者組)                                      |
| ※王者組が2度目の防衛に成功                                           |                                               |                                                                  |
| 第4試合 60分1本勝負 ■ NEVER無差別級選手権試合                        |                                               |                                                                  |
| ○田中将斗 (初代王者)                                                 | 11分50秒 スライディングD →片エビ固め          | 内藤哲也● (挑戦者)                                               |
| ※王者が4度目の防衛に成功                                             |                                               |                                                                  |
| 第5試合 60分1本勝負 ■ IWGPインターコンチネンタル選手権試合           |                                               |                                                                  |
| ●ラ・ソンブラ (第5代王者)                                            | 13分59秒 ボマイェ →エビ固め                   | 中邑真輔○ (挑戦者)                                               |
| ※挑戦者が第6代王者となる                                             |                                               |                                                                  |
| 第6試合 30分1本勝負 ■ スペシャル8人タッグマッチ                      |                                               |                                                                  |
| ○棚橋弘至 真壁刀義 獣神サンダー・ライガー キャプテン・ニュージャパン | 12分07秒 ハイフライフロー →片エビ固め         | カール・アンダーソン テリブレ● タマ・トンガ バッドラック・ファレ |
| 第7試合 30分1本勝負 ■ スペシャルシングルマッチ                       |                                               |                                                                  |
| 後藤洋央紀                                                           | 14分52秒 両者K.O.                             | 柴田勝頼                                                         |
| 第8試合 30分1本勝負 ■ 桜庭和志復帰戦                                 |                                               |                                                                  |
| ●永田裕志                                                            | 10分12秒 腕ひしぎ逆十字固め                   | 桜庭和志○                                                        |
| 第9試合 60分1本勝負 ■ IWGPヘビー級選手権試合                         |                                               |                                                                  |
| ○オカダ・カズチカ (第59代王者)                                       | 19分14秒 レインメーカー →片エビ固め           | プリンス・デヴィット● (挑戦者)                                   |
| ※王者が3度目の防衛に成功                                             |                                               |                                                                  |

### 2014年
| 第1試合 20分1本勝負                                  |                                               |                                                                                     |
| ●小松洋平                                            | 07分48秒 ギターラ・デ・ムエルタ →体固め       | エル・デスペラード○                                                                 |
| 第2試合 20分1本勝負                                  |                                               |                                                                                     |
| ○天山広吉 小島聡 本間朋晃                            | 10分03秒 アナコンダバイス                     | 永田裕志 中西学 キャプテン・ニュージャパン●                                         |
| 第3試合 20分1本勝負                                  |                                               |                                                                                     |
| 矢野通 ロッキー・ロメロ ●アレックス・コズロフ        | 10分07秒 ゴッチ式パイルドライバー →体固め     | 鈴木みのる○ 飯塚高史 TAKAみちのく                                                   |
| 第4試合 30分1本勝負                                  |                                               |                                                                                     |
| 真壁刀義 KUSHIDA アレックス・シェリー                | 12分27秒 キングコングニードロップ →片エビ固め | 後藤洋央紀 田口隆祐 BUSHI                                                           |
| 第5試合 30分1本勝負                                  |                                               |                                                                                     |
| 棚橋弘至 獣神サンダー・ライガー ●マスカラ・ドラダ    | 11分54秒 スターダストプレス →片エビ固め       | 内藤哲也○ タイガーマスク フエゴ                                                     |
| 第6試合 時間無制限スペシャルイリミネーションマッチ   |                                               |                                                                                     |
| 中邑真輔 オカダ・カズチカ 石井智宏 ●YOSHI-HASHI 外道 | 25分44秒 ガンスタン →体固め                   | バッドラック・ファレ カール・アンダーソン○ ドク・ギャローズ 高橋裕二郎 タマ・トンガ |
| ※1人残りでBULLET CLUBの勝利                          |                                               |                                                                                     |